# Sale delle Langhe
Sale delle Langhe es una localidad y comune italiana de la provincia de Cuneo, región de Piamonte, con 515 habitantes.

## Evolución demográfica
| Gráfica de evolución demográfica de Sale delle Langhe entre 1861 y 2001 |
|                                                                         |
| Fuente ISTAT - elaboración gráfica de Wikipedia                         |